# Ulm Spineanu
Ulm Nicolae Spineanu (n. 2 martie 1943, București – d. 26 aprilie 2006, București) a fost un politician român.

## Cariera profesională
Ulm Spineanu s-a născut la data de 2 martie 1943, în București. A absolvit în anul 1967 Institutul Politehnic București, secția de inginerie economică. A urmat cursuri de specializare în fosta Republică Democrată Germană și în Republica Populară Chineză, obținând în anul 1977 titlul de Doctor în științe tehnice, specializarea mecanică fină.
Timp de trei ani, în perioada 1967-1970, a lucrat ca inginer la Întreprinderea de Mecanică Fină București. Apoi, între anii 1970-1980, a activat ca cercetător științific principal II la Institutul de Mecanică Fină București și cadru didactic universitar la Institutul Politehnic București, Facultatea de Mecanică Fină. În perioada 1980-1988 a fost inginer-șef la Întreprinderea de Echipamente Aerospațiale și Aeronave București, iar între anii 1990-1992 a fost inspector general al Ministerul Muncii și Protecției Sociale.
A avut o activitate didactică universitară intensă în cadrul Universității Politehnice București și la Școala Națională de Științe Administrative și Politice. A fost invitat ca profesor la universități din Cracovia, Belgrad, Paris și Moscova (1978-1980).
În aprilie 1992 este angajat ca director tehnic și cercetător științific principal I la Institutul de Mecanică Fină București, apoi în septembrie 1994 este ales de către Parlament în funcția de vicepreședinte al Consiliului de Conducere al FPP Muntenia.
A fost președinte al UGIR 1903 în perioada 1998-2000, membru al comitetului de conducere al Societății Române a Economiștilor (SOREC) și profesor de macroeconomie și economie generală la Școala Națională de Studii Politice și Administrative din București.
A publicat peste 80 de articole și comunicări științifice pe teme de economie și tehnice, precum și patru cărți.

## Cariera politică
În anul 1990, a fost ales vicepreședinte al PNȚCD și membru al delegației permanente al partidului. În anul 1991 a fost ales membru supleant al Biroului de Conducere, Coordonare și Control al PNȚCD.
La alegerile legislative din 3 noiembrie 1996, a fost ales senator PNȚCD de Dâmbovița, pe listele CDR pentru legislatura 1996-2000.
La data de 11 decembrie 1996 a fost învestit de către Parlament în funcția de ministru de stat, ministrul Reformei, funcție pe care a deținut-o până la 5 decembrie 1997, când a avut loc prima remaniere a Guvernului condus de Victor Ciorbea. De numele său se leagă programul economic și de reformă cu care Cabinetul Ciorbea a condus România în perioada 1996-2000.
Ulm Spineanu, ministrul reformei, a depus premierului Victor Ciorbea două cereri de demisie la sfârșitul lunii august 1997 și la 1 noiembrie 1997. El și-a justificat astfel cererea de demisie: "Nu vreau să compromit procesul de reformă și nici nu vreau să alimentez, în continuare, pseudo-scandalul cu președintele FPS, Sorin Dimitriu, mediatizat excesiv de presă în ultima perioada".
În februarie 1998 a fost ales lider al grupului PNȚCD din Senat în locul lui Radu Vasile, pentru ca pe data de 27 aprilie 1998 să fie ales vicepreședinte al Senatului României.
În  condițiile în care luptele interne pentru putere din PNȚCD l-au eliminat practic din procesul de reformare a partidului, pe 24 iunie 2004, Ulm Spineanu s-a înscris în Partidul Umanist Român (actualmente Partidul Conservator),
unde a condus Departamentul de Macroanaliză și Sinteze Social- Economice, fiind și membru al Biroului Permanent și al Consiliului Național al acestei formațiuni politice.

## Decesul
În anul 2001, Ulm Spineanu a fost ales ca președinte-director general al Consiliului de Administrație al Grupului Financiar Muntenia. În această calitate, a reprezentat FPP4 Muntenia în Consiliul de Administrație al IAR Brașov. Grupul Financiar Muntenia era constituit din companiile Muntenia Invest, Muntenia Consult, Muntenia Management și Muntenia Trading.
În anul 2005, în urma unui control al Gărzii Financiare și ANAF la SAI Muntenia, s-au constatat înregistrări în contabilitate ale unor documente false, în baza cărora s-au încasat sume importante de bani.
Astfel, în perioada 2001-2004, Societatea de Administrare a Investițiilor Muntenia Invest a încheiat 24 de contracte de prestări servicii cu societățile comerciale AVEX International SRL, SC Arimex Impex SRL și SC C&C Computers SRL. Contractele au fost semnate din partea SAI Muntenia Invest de către președintele-director general Horia Teodor Mihăescu,  obiectul fiind "acordarea de asistență de specialitate în vederea determinării soluțiilor optime de reconfigurare a rețelei de calculatoare și de securizare a transferului de date și informații de la sediul social al beneficiarului".
Ancheta l-a indicat ca principal vinovat pe președintele Consiliului de Administrație al SAI, Horia Teodor Mihăescu, care a fost trimis în judecată pentru înșelăciune și fals material în înscrisuri sub semnătură privată. La data de 3 mai 2005, Grupul Financiar Muntenia s-a constituit parte civilă în procesul intentat lui Mihăescu cu suma de 27 de miliarde de lei, adresa fiind semnată de Ulm Spineanu, în calitate de președinte al Grupului Financiar Muntenia.
La data de 13 iunie 2005, Spineanu a fost revocat din funcția de președinte al Consiliului de Administrație al Grupului Financiar Muntenia, care administrează SIF 4 Muntenia.
Fostul ministru țărănist Ulm Spineanu a murit în urma unui stop cardio-respirator la 26 aprilie 2006, după ce i se făcuse rău în sediul Direcției Cercetări Penale a Inspectoratului General al Poliției, autospeciala Serviciului de Ambulanță, solicitată în acest caz, ajungând la adresa la care a fost solicitată la un minut după ce medicii declarau decesul.
El fusese chemat la sediul Direcției Cercetări Penale, pentru a fi audiat în legătură cu dosarul referitor la prejudiciul realizat de către conducerea Societății de Administrare a Investițiilor (SAI) Muntenia Invest.
Spineanu a fost căsătorit de două ori, având două fiice din prima căsătorie și o a treia fiică din a doua căsătorie. Era un pasionat de artă și un cunoscut filatelist, deținând una dintre cele mai valoroase colecții clasice de timbre românești, pentru perioada 1858–1879, colecție moștenită de la tatăl său, cunoscutul filatelist Corneliu Spineanu.

## Citate proprii
Ulm Spineanu era renumit pentru afirmațiile alambicate pe care le făcea. Amintim două dintre acestea, intrate în folclorul umorului politic și fiind incluse în culegeri pe această temă:
„Conștiința ne este de fiecare dată rodul posteriorului, iar, în fond, profunzimea personalității fiecăruia, la un moment dat, se desprinde exogen-selectiv de bunul personal, devenind un fel de stare a ansamblului socio-patrimonial.”—Ulm Spineanu
„Indiferent cum, într-un final, primordialitatea lui a ști politic și social, care nu înseamnă un glotosocietarism, își va desemna predictibilitatea, și-n consecință echilibrul, între a fi și a avea.”—Ulm Spineanu